# SARS-CoV
Коронавірус тяжкого гострого респіраторного синдрому (SARS-CoV) (скорочено від англ. Severe acute respiratory syndrome coronavirus) — вид вірусу, що спричинює тяжкий гострий респіраторний синдром (англ. SARS або укр. ТГРС). Це одноланцюговий РНК-вірус, який інфікує епітеліальні клітини легенів. Вірус потрапляє в клітину хазяїна, зв'язуючись з рецептором АПФ2 . Він заражає людей, кажанів і пальмову цивету .
16 квітня 2003 року, після спалаху ТГРС в Азії та вторинних випадків у інших країнах світу, Всесвітня організація охорони здоров'я (ВООЗ) опублікувала прес-реліз, в якому заявила, що коронавірус, визначений рядом лабораторій, був офіційною причиною захворювання на ТГРС. Центри контролю та профілактики захворювань (CDC) у Сполучених Штатах та Національна лабораторія мікробіології (NML) у Канаді виявили геном SARS-CoV у квітні 2003 року. Вчені з університету Еразма в Роттердамі(Нідерланди) продемонстрували, що коронавірус ТГРС виконує постулати Коха, що підтверджує його як збудника. В ході експериментів макаки, заражені вірусом, розвивали ті ж симптоми, що і у людей, які страждають на ТГРС.
Пандемія, обумовлена новою коронавірусною хворобою в 2019 році, показала багато подібності із спалахом ТГРС, і вірусний агент був ідентифікований як ще один вид коронавірусу, пов'язаного з ТГРС, SARS-CoV-2 .

## ТГРС

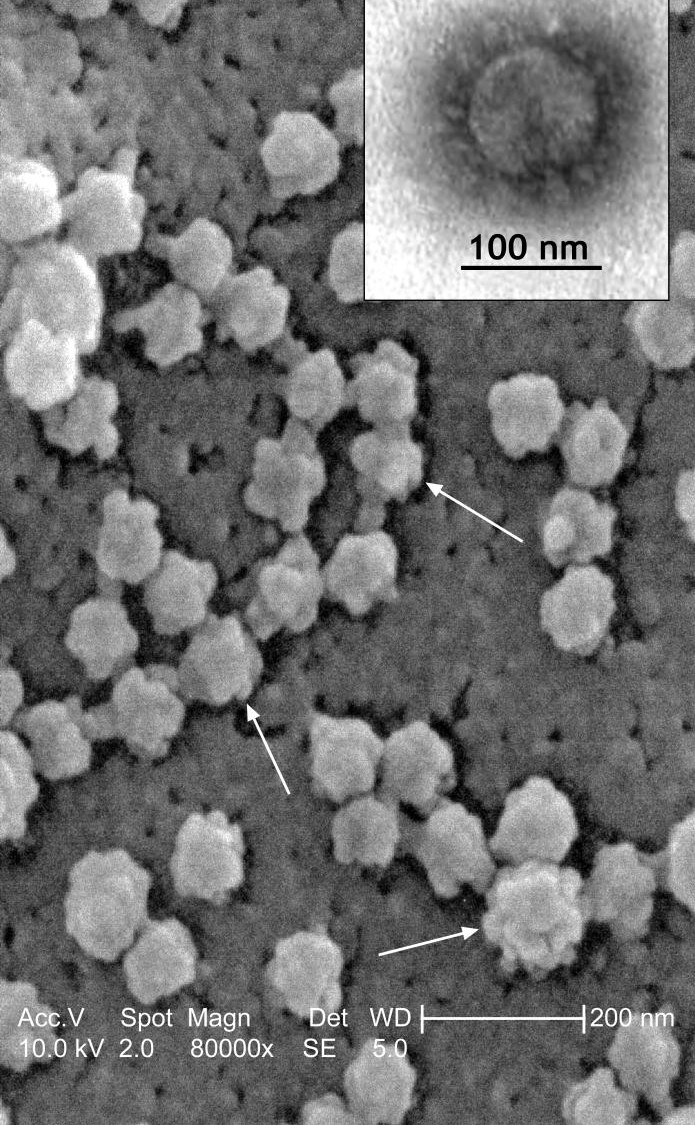
Скануюча електронна мікрофотографія віріонів ТГРС

ТГРС або тяжкий гострий респіраторний синдром — це захворювання, спричинене SARS-CoV. Вірус спричинює часто тяжку хворобу і починається симптомами м'язового болю, головного болю та гарячки, часто одразу, іноді пізніше починаються респіраторні симптоми головним чином, кашель, зрештою задишка та пневмонія . Ще одна поширена знахідка у хворих на ТГРС — це зменшення кількості лімфоцитів, циркулюючих у крові.
Під час спалаху ТГРС 2003 року померло близько 9 % пацієнтів із підтвердженою інфекцією на SARS-CoV. Рівень смертності був значно вищим для осіб старше 60 років, при цьому рівень смертності наближався до 50 % для цієї групи пацієнтів.

## Історія
12 квітня 2003 року вчені, що працювали в Центрі дослідження генома ім. Майкла Сміта у Ванкувері, закінчили розбір генетичної послідовності коронавірусу, який, як вважають, пов'язаний із ТГРС. Команду очолював Марко Марра, що працював у співпраці з Центром контролю захворювань Британської Колумбії та Національною лабораторією мікробіології у Вінніпезі, Манітоба, використовуючи зразки заражених пацієнтів у Торонто . Карта, яку ВООЗ визнала важливим кроком у боротьбі з ТГРС, поширюється між вченими по всьому світу через вебсайт GSC (див. Зовнішні посилання). Дональд Лоу з лікарні Маунт-Сінай в Торонто описав відкриття як зроблене з «небаченою швидкістю». Послідовність коронавірусу ТГРС з тих пір підтверджена іншими незалежними групами.
Наприкінці травня 2003 року в дослідженнях зразків диких тварин, що продаються як їжа на місцевому ринку в Гуандун, Китай, було виявлено, що штам коронавірусу ТГРС може бути виділений з Цівети гімалайської (Paguma larvata sp.), але тварини не завжди виявляли клінічну знаки. Попередній висновок: вірус ТГРС перетнув ксенографічний бар'єр від Цівет до людини, і в провінції Гуандун було вбито понад 10 000 Цівет гімалайських. Пізніше вірус був виявлений у єнотовидних собак (Nyctereuteus sp.), Борсуків-тхорів (Melogale spp.) та домашніх котів. У 2005 році двома дослідженнями було виявлено ряд коронавірусів, схожих на ТГРС, у китайських кажанів . Філогенетичний аналіз цих вірусів показав високу ймовірність того, що коронавірус ТГРС зародився у кажанів і поширився на людей безпосередньо або через тварин, що утримуються на китайських ринках. У кажанів не було виявлено жодних видимих ознак захворювання, але вони є ймовірними природними резервуарами коронавірусів, схожих на ТГРС. Наприкінці 2006 р. Вчені Китайського центру контролю та профілактики захворювань Гонконгського університету та Гуанчжоу Центру контролю та профілактики захворювань встановили генетичний зв'язок між коронавірусом ТГРС, що з'являється у Цівет і у людей, підтверджуючи твердження, що вірус перескочив через види .

## Вірусологія
ТГРС-коронавірус дотримується стратегії реплікації, типової для підродини коронавірусу . Основним людським рецептором вірусу є ангіотензинперетворюючий фермент 2 (АПФ2), вперше ідентифікований у 2003 році.